# سويشر (شركة)
سويشر: (المعروفة سابقًا باسم شركة سويشر الدولية.) و هي شركة تبغ دولية.
قامت شركة سويشر بتصنيع المنتجات منذ عام 1861 وتقوم بشحن أكثر من ملياري سيجار سنويًا إلى أكثر من 70 دولة. تعمل الشركة في جميع أنحاء العالم، ويقع مقرها الرئيسي في جاكسونفيل، فلوريدا. وتمتلك مرافق تصنيع في ويلنج، فيرجينيا الغربية وسانتياغو، جمهورية الدومينيكان.

## التاريخ
تأسست سويشر في عام 1861 في نيوارك، أوهايو على يد (ديفيد سويشر)، ويقع مقرها في جاكسونفيل، فلوريدا.
في عام 1958، تم تقديم العلامة التجارية (سويشر سويتس) المُصنعة آليًا، وبحلول عام 1964، كانت الشركة تصنع أربعة ملايين سيجار يوميًا، وكان يتم شحنها إلى الخمسين ولاية جميعها في الولايات المتحدة وإلى 47 دولة أجنبية.
في عام 1986، استحوذت شركة سويشر على شركة (يونيفيرسال سيجار) ؛ وهي الشركة المصنعة (لاوبتيمو) ذات السعر المنخفض والملفوفة آليًا.
في عام 1966، تم شراء سويشر من قبل منتجات الذرة الأمريكية لويليام زيجلر الثالث ،وأصبح رئيسًا للشركة، حيث بقي حتى وفاته في عام 2008.
كان الرئيس التنفيذي بحلول عام 1992 وغير الاسم إلى (سويشر الدولية). بحلول عام 1995، باع زيغلر منتجاته من الذرة الأمريكية واحتفظ (أو أعاد شراء) سويشر، ثم طرحها للعامة تحت اسم مجموعة سويشر الدولية في ديسمبر 1996.
كان لاعب الجولف بوب دوفال يؤيد العلامة التجارية في  عام 1998.
في عام 2014، استحوذت سويشر على شركة (درو إستيت للتبغ) ومقرها ميامي. حيث بدأ جون درو بناء الشركة في عام 1996 بمساحة 16 قدمًا مربعًا (1.5 مترًا مربعًا) في مركز التجارة العالمي. مرت علامة درو التجارية ببعض الاضطرابات بعد الاستحواذ، وتمت إعادة جون درو كرئيس لها في عام2016.
تقاعد الرئيس والمدير التنفيذي بيتر غيلوني من شركة سويشر في عام 2018. وكان قد تم تعيينه في عام 2012، قادمًا من شركة التدخين السلبي الأمريكية( Smokeless Tobacco Company) . تم تعيين جون ميلر رئيسًا ليحل محل غيلوني.
في أغسطس 2020، أعلنت شركة سويشر الدولية. عن تغيير علامتها التجارية إلى سويشر.